# Port lotniczy Laszkargah
Port lotniczy Laszkargah, albo Port lotniczy Bust (IATA: BST, ICAO: OABT) – port lotniczy położony w mieście Laszkargah, w Afganistanie.